# Cantón de Saint-Chéron
El cantón de Saint-Chéron era una división administrativa francesa, que estaba situada en el departamento de Essonne y la región de Isla de Francia.

## Composición
El cantón estaba formado por once comunas:
- Angervilliers
- Boissy-sous-Saint-Yon
- Breuillet
- Breux-Jouy
- Le Val-Saint-Germain
- Saint-Chéron
- Saint-Cyr-sous-Dourdan
- Saint-Maurice-Montcouronne
- Saint-Sulpice-de-Favières
- Saint-Yon
- Sermaise

## Supresión del cantón de Saint-Chéron
En aplicación del Decreto nº 2014-230 de 24 de febrero de 2014, el cantón de Saint-Chéron fue suprimido el 22 de marzo de 2015 y sus 11 comunas pasaron a formar parte; nueve del nuevo cantón de Dourdan y dos del nuevo cantón de Arpajon.